# Xian de Qihe
Le xian de Qihe (齐河县 ; pinyin : Qíhé Xiàn) est un district administratif de la province du Shandong en Chine. Il est placé sous la juridiction de la ville-préfecture de Dezhou.

## Démographie
La population du district était de 595 473 habitants en 1999.